# Godfrey, Illinois
Godfrey là một làng thuộc quận Madison, tiểu bang Illinois, Hoa Kỳ. Năm 2010, dân số của làng này là 17982 người.

## Dân số
Dân số qua các năm:
- Năm 2000: 16286 người.
- Năm 2010: 17982 người.